# 46656
46656（四万六千六百五十六、よんまんごせんろっぴゃくごじゅうろく）は、自然数また整数において、46655の次で46657の前の数である。

## 性質
- 46656は合成数であり、約数は1, 2, 3, 4, 6, 8, 9, 12, 16, 18, 24, 27, 32, 36, 48, 54, 64, 72, 81, 96, 108, 144, 162, 192, 216, 243, 288, 324, 432, 486, 576, 648, 729, 864, 972, 1296, 1458, 1728, 1944, 2592, 2916, 3888, 5184, 5832, 7776, 11664, 15552, 23328, 46656である。
  - 約数の和は138811。
- 216番目の平方数である。1つ前は46225、次は47089。
- 36番目の立方数である。1つ前は42875、次は50653。
- 6番目の6乗数である。1つ前は15625、次は117649。
  - n 番目の n 乗数である。nn の形で表せる6番目の数である。1つ前は3125、次は823543。
- 6430番目のハーシャッド数である。1つ前は46648、次は46680。
  - 平方数がハーシャッド数になる65番目の数である。1つ前は44100、次は48400。
  - 立方数がハーシャッド数になる16番目の数である。1つ前は35937、次は59319。
  - 1を除いて平方数かつ立方数である最小のハーシャッド数である。
- 46656 = 26 × 36
  - n = 6 のときの 2n × 3n の値とみたとき1つ前は7776、次は279936。
  - 2つの異なる素因数の積で p6 × q6 の形で表せる最小の数である。次は1000000。